# Ilija Džuvalekovski
Ilija Džuvalekovski (Prilep, 20. prosinca 1915. – Skoplje, 18. listopada 2004.) je makedonski filmski i kazališni glumac.

## Životopis
Džuvalekovski je završio Muzičku akademiju u Beogradu. Za vrijeme Drugog svjetskog rata na Visu se pridružio Kazalištu narodnog oslobođenja redatelja Vjekoslava Afrića. S Visa je poslan u Moskvu gdje je od 1944. radio kao član uredničkog kolegija i spiker Radio stanice Slobodna Jugoslavija koja je prva emitirala vijesti na makedonskom jeziku.
Po povratku u domovinu počeo je raditi kao glumac u Makedonskom narodnom teatru, vrlo rano nastupio je na filmu već od 1952. godine, u Frosini, prvom makedonskom igranom filmu. Početkom 1960-ih preselio se u Zagreb, u kojem je djelovao jedno desetljeće. U Zagrebu je djelovao kao glumac Hrvatskog narodnog kazališta, Kazališta Komedija i Teatra &TD. Kazališna publika pamtit će ga po nastupu u mjuziklu Guslač na krovu iz 1970. godine u Kazalištu Komedija. Od 1967. radi na Akademiji za kazalište, film i televiziju gdje je vodio Katedru za glumu na makedonskom jeziku.
Nakon zagrebačke karijere vratio se u Makedoniju 1972. godine, te u Skoplju radio kao profesor na Fakultetu dramskih umjetnosti.  Pored toga nastupao je u kazalištu, na filmu i televiziji. Džuvalekovski je glumio u približno 60 filmova.

## Filmografija
- 1952 - Frosina, Režija: Vojislav Nanović, Producent: Vardar film, Skoplje
- 1955 - Ešalon doktora M., Režija: Živorad (Žika) Mitrović, Producent: UFUS
- 1955 - Volča nok (Vučja noć), Režija: France Štiglic, Producent: Vardar film, Skoplje
- 1957 - Mali čovek, Režija: Živan Čukulić, Producent: Vardar film, Skoplje
- 1957 - Tuđa zemlja, Režija: Jože Gale, Producent: Bosna Film
- 1957 - Vratiću se, Režija: Jože Gale, Producent: Bosna Film
- 1958 - Miss Ston, Režija: Živorad (Žika) Mitrović, Producent: Vardar film, Skoplje
- 1959 - Viza zla, Režija: France Štiglic, Producent: Vardar film, Skoplje
- 1960 - Kota 905, Režija: Mate Relja, Producent: Jadran film
- 1961 - Mirno leto, Režija: Dimitre Osmanli, Producent: Vardar film, Skoplje
- 1961 - Uzavreli grad, Režija: Veljko Bulajić, Producent: Avala Film
- 1962 - Krst Rakoč, Režija: Živko Ristić, Producent: Bosna Film
- 1963 - Licem u lice, Režija: Branko Bauer, Producent: Jadran film, uloga: Voja Čumić
- 1964 - Svanuće, Režija: Nikola Tanhofer, Producent: Jadran film
- 1965 - Dani iskušenja, Režija: Branko Gapo, Producent: Vardar film, Skoplje
- 1966 - Winnetou und das Halbblut Apanatschi (Half-Breed), Režija: Harald Philipp, Producent: Jadran film
- 1967 - Četvrti saputnik, Režija: Branko Bauer, Producent: FRZ, Zagreb, OHIS, Skoplje
- 1967 - Kuda posle kiše, Režija: Vladan Slijepčević, Producent: Vardar film, Skoplje
- 1967 - Protest, Režija: Fadil Hadžić, Producent: grupa Most, Viba film
- 1969 - Republika u plamenu, Režija: Ljubiša Georgijevski, Producent: Vardar film, Skoplje
- 1971 - Kuda idu divlje svinje (uloga: profesor), Redatelj: Ivan Hetrich, Producent: Televizija Zagreb (TV serija)
- 1981 - Crveniot konj, Redatelj: Stole Popov,  Producent: Makedonija Film

## Vanjske poveznice
- LZMK / Hrvatska enciklopedija: Džuvalekovski, Ilija
- LZMK / Filmska enciklopedija: Džuvalekovski, Ilija  Arhivirana inačica izvorne stranice od 3. listopada 2022. (Wayback Machine)
- Filmovi.com – Ilija Džuvalekovski
- Ilija Džuvalekovski u internetskoj bazi filmova IMDb-u (engl.)